# Вилела Барбоза, Франсишку
Франсишку Вилела Барбоза (порт. Francisco Vilela Barbosa; 20 ноября 1769, Рио-де-Жанейро — 11 сентября 1846, Рио-де-Жанейро, Бразильская империя) — бразильский политический, государственный и военный деятель,
Президент Сената Бразилии, Министр иностранных дел Бразилии (1823 и 1825), поэт, математик.

## Биография
Представитель бразильской знати. Первый виконт и маркиз Паранагуа,
Занимал ряд ответственных государственных должностей, в 1823 году работал министром промышленности Бразильской империи и администратором Рио-де-Жанейро.
В 1823 и 1825 годах был министром иностранных дел Бразилии, министром военно-морского флота (1823—1827, 1829—1831, 1841—1842, 1842—1843), с 13 сентября 1842 по 20 января 1843 года занимал пост военного министра.
В 1826—1846 годах избирался сенатором Бразильской империи. Был членом и вице-президентом Королевской академии наук Лиссабона.